# Joan Beauchamp Procter

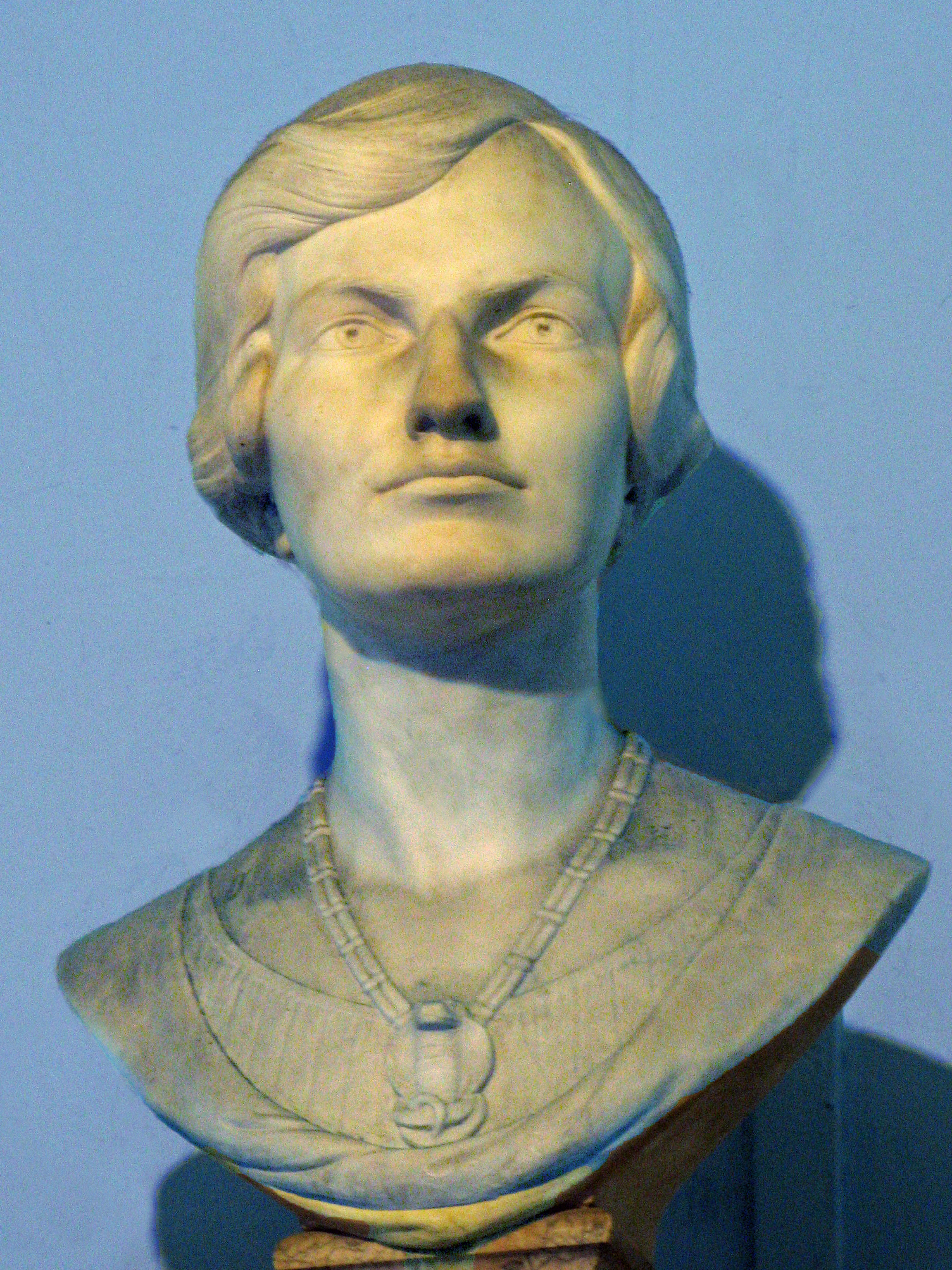
Joan Beauchamp Procter

Joan Beauchamp Procter (* 5. August 1897 in London; † 20. September 1931 in Regent’s Park, London) war eine britische Herpetologin, die sich vor allem durch die Zähmung großer Reptilien einen Namen gemacht hat.

## Leben und Wirken
Joan Procter wurde als jüngste Tochter des Börsenmaklers Joseph Procter und der Künstlerin Elizabeth Brockbank in London geboren. Ihre Schwester Chrystabel wurde später eine anerkannte Gartenbaukünstlerin. Aufgrund ihres labilen Gesundheitszustandes musste Procter häufig ihre Schulzeit in der St Paul’s Girls’ School unterbrechen. Auch ein Zoologiestudium in Cambridge konnte sie wegen ihrer Erkrankungen nicht verwirklichen. 1917 wurde sie Assistentin von George Albert Boulenger in der Abteilung für Fische und Reptilien am Natural History Museum in London. Im August 1917 wurde sie zum Fellow of the Zoological Society of London gewählt. Nachdem George Albert Boulenger 1920 in den Ruhestand gegangen war, übernahm sie die herpetologische Abteilung des Natural History Museum als Kuratorin. 1923 wurde Hampton Wildman Parker ihr Nachfolger, nachdem Procter das Angebot von Edward George Boulenger annahm, im neu errichteten Aquarium des London Zoo mitzuarbeiten. Hier entwarf sie Landschaften und Schaukästen. Edward Boulenger war von ihrer Arbeit derart begeistert, dass er sie zur Kuratorin für Reptilien berief. In der Folgezeit fielen der Entwurf und der Bau eines neuen Reptilienhauses, eines neuen Haupttores und eines Pavianhauses im Londoner Zoo in ihr Verantwortungsgebiet. Auch im Whipsnade Zoo war sie langjährige Mitarbeiterin. Großes Aufsehen erregte Procter durch die Zähmung von Reptilien, darunter eine Anakonda und zwei Komodowarane. 1931 starb sie im Alter von nur 34 Jahren an Krebs.